# Smolyn
Smolyn (ukrainisch Смолин; russisch Смолин Smolin, polnisch Smolin) ist ein Dorf in der westukrainischen Oblast Lwiw mit etwa 780 Einwohnern.
Am 12. Juni 2020 wurde das Dorf ein Teil neu gegründeten Stadtgemeinde Jaworiw im Rajon Jaworiw; bis dahin bildete es zusammen mit den Dörfern Karpy (Карпи), Luh (Луг), Rischyn (Рішин), Sopit (Сопіт), Worobljatschyn (Вороблячин), Wijtiwschtschyna (Війтівщина) die Landratsgemeinde Smolyn (Смолинська сільська рада/Smolynska silska rada) im Rajon Jaworiw.

## Geschichte
Das Dorf existierte schon im Mittelalter. Es gehörte zunächst zur Woiwodschaft Ruthenien der Adelsrepublik Polen-Litauen. Bei der Ersten Teilung Polens kam das Dorf 1772 zum neuen Königreich Galizien und Lodomerien des habsburgischen Kaiserreichs (ab 1804).
Im Jahre 1783 im Zuge der Josephinischen Kolonisation wurden auf dem Grund des Dorfes deutsche Kolonisten lutherischer Konfession angesiedelt. Die Protestanten gehörten zur Pfarrgemeinde Reichan in der Evangelischen Superintendentur A. B. Galizien. Im Jahre 1879 wurde eine neue evangelische Kirche erbaut.
Im Jahre 1900 hatte die Gemeinde Smolin 387 Häuser mit 2157 Einwohnern, davon 1925 ruthenischsprachige, 118 polnischsprachige, 113 deutschsprachige, 1913 griechisch-katholische, 66 römisch-katholische, 65 Juden, 113 anderen Glaubens.
Nach dem Ende des Polnisch-Ukrainischen Kriegs 1919 kamen beide Gemeinden zu Polen. Im Jahre 1921 hatte die Gemeinde Smolin 465 Häuser mit 2518 Einwohnern, davon 2236 Ruthenen, 230 Polen, 35 Deutschen, 17 Juden (Nationalität), 2245 griechisch-katholische, 115 römisch-katholische, 67 evangelische, 91 Juden (Religion).
Im Zweiten Weltkrieg gehörte der Ort zuerst zur Sowjetunion und ab 1941 zum Generalgouvernement, ab 1945 wieder zur Sowjetunion, heute zur Ukraine.

## Sehenswürdigkeiten
- Griechisch-katholische Kirche, gebaut 1753[6]